# Libera Uscita (associazione)
Libera Uscita è un'associazione nazionale, laica e apartitica per il diritto di morire con dignità fondata il 27 luglio 2001. Aderente alla Federazione Mondiale delle associazioni per il diritto di morire con dignità (WFRtDS), alla Federazione Europea per il diritto di morire con dignità (RtDE), alla Federazione umanista europea (FHE) e al Coordinamento Laico Nazionale (CLN).
Scopi ed obiettivi:legalizzare il testamento biologico (o Dichiarazione anticipata di trattamento), per consentire ad ogni persona di poter decidere quali trattamenti sanitari e di sostegno intende accettare o meno nel caso in cui divenga incapace di intendere e di volere.
Depenalizzare l'Eutanasia, per evitare l'incriminazione di coloro che operano nel rispetto della volontà espressa dalla persona.
Sostenere e divulgare il principio e l'importanza della laicità delle istituzioni.
L'Associazione si è sciolta nel 2023 e ha donato il proprio patrimonio secondo le leggi vigenti.